# 古希臘繪畫
古希臘繪畫是古希臘藝術的其中一門藝術，可分為瓶畫與壁畫。
由於大多數古希臘的繪畫作品已經消失殆盡。古希臘繪畫作品，由於多用在布料或建物牆壁上，容易因天災人禍影響，而不容易保存下來，因此遺留下來的作品甚少，僅存的資料，大多數為挖掘出來陶瓶的裝飾。這種裝飾於是稱為「古希臘瓶畫」，主要代表了古希臘繪畫的概況。

## 研究
後世學者對於古希臘繪畫的了解，主要依據三方面的資料。
第一是古羅馬的繪畫遺跡，由於古羅馬深受古希臘文化，因此可以猜測出古希臘繪畫的情況；第二是古代文獻，古羅馬政治家西塞羅的著作，有關古希臘繪畫的敘述；第三是古希臘瓶畫，從挖掘出來的古希臘陶瓶表面的裝飾，這種裝飾被稱為「古希臘瓶畫」，由於是原品，為後世學者研究古希臘繪畫的主要根據。

## 特色
1.題材上自神話傳說，並非是對人和生活本身的刻畫，其形象也是經過畫家主觀處理。
2.圖中人物形象線條刻畫簡單、缺乏細節的東西。 
3.人物都以一個90度正側面投射到畫面，無論從色彩還是從線條上都不存在表現空間縱維度的傾向。 
古希臘繪畫的符號化使得它與文字有相通性。兩者都是以簡單形式來指代複雜的東西；兩者都是經過主觀處理的形象；再者，兩者都是平面的。

## 古希臘瓶畫
古希臘瓶畫為繪製在陶器上的圖畫，可分為五種，幾何紋樣式、東方化紋樣式、黑繪式、紅繪式和白底彩繪式。古希臘瓶畫內容眾多，大部分是神話故事和英雄傳說。神話故事畫是生動的史料，題材非常廣泛，例如戰爭、狩獵、生產、家庭娛樂、體育等等。至於英雄傳說畫大多有典故，多源自於史詩、神話以及戲劇。古希臘瓶畫是古希臘繪畫的瑰寶，對古羅馬、文藝復興和近代藝術的發展影響深遠。

## 古希臘壁畫
古希臘壁畫為裝飾在建築上的圖畫，發展與瓶畫一致，經歷過克里特、邁錫尼、東方化、古風、古典、希臘化等時期。克里特時期的壁畫以線條為主，力求達到天然雕飾、精緻美觀和以假亂真的效果；邁錫尼時期的壁畫，題材廣泛，有的表現地方風情，有的類似於克里特時期的壁畫。至於東方化、古風、古典、希臘化時期的壁畫，以描述故事情節為主，多取材於神話傳說和日常生活。